# راي ريتشاردز (لاعب كرة قدم أمريكية)
راي ريتشاردز (بالإنجليزية: Ray Richards)‏ هو لاعب كرة قدم أمريكية أمريكي، ولد في 16 يوليو 1906 في ليبرتي في الولايات المتحدة، وتوفي في 18 سبتمبر 1974 في لا هابرا في الولايات المتحدة بسبب سرطان الرئة.

## وصلات خارجية
- راي ريتشاردز على موقع مرجع كرة القدم المحترفة.كوم (الإنجليزية)